# 細田神社 (葛飾区)
細田神社（ほそだじんじゃ）は、東京都葛飾区の神社。なお、宗教法人を所轄する東京都における宗教法人名は「宗教法人 稲荷神社」であるが、公式サイトを始め、社号標や絵馬も「細田神社」となっていることから、本項では「細田神社」を用いることとする。

## 歴史
元禄年間（1688年-1704年）ごろに創建された。元禄の頃に曲金村から分村した細田村の鎮守であり、東覚寺が別当寺であった。
境内社として水神社、北野神社がある。現在の社殿は、1929年（昭和4年）に修復されたものである。

## 交通アクセス
- 京成高砂駅より徒歩15分。